# 秒殺
秒殺（びょうさつ）とは、格闘技その他について、勝負の決着が非常に短時間でつくことを言う。
勝負に要した時間が「時」や「分」ではなく「秒」（1分足らず）で表されることからこのように呼ばれるが、実際は数分の勝負でも秒換算で表現できるので、厳密に1分未満の勝負に限定されるわけではなく、むしろ両者の圧倒的な力の差を表現するのに使われる比喩表現である場合が多い。

## 由来
1993年9月21日に旗揚げした格闘技団体・パンクラスの試合結果を報じた週刊プロレスによって作られた言葉とされている。
従来のプロレス・格闘技のショー的要素を排したことを売りにしたパンクラスが旗揚げ戦の試合時間が全5試合を合計しても13分5秒しか無かったという結果を「秒殺」という言葉で報じられた。
ただし、その5試合の中で1分以内に決着がついた試合は0分43秒で終了したバス・ルッテン対柳澤龍志戦のみであり、メインイベントの船木誠勝対ウェイン・シャムロック戦は6分15秒を要している。しかしこれを週刊プロレスは1分23秒を「83秒」、6分15秒を「375秒」と表現し、いずれも短時間での決着を強調した。
「秒殺」という言葉は旗揚げ当初のパンクラスを象徴する言葉となり、やがて他団体の試合でも用いられるようになった。
ただし、パンクラス旗揚げ戦より前の同年6月11日、全日本女子プロレスの北斗晶対紅夜叉戦で2分17秒（137秒）で北斗が勝利した際、インタビュアーは「秒殺」という言葉を使っていた。
現在では更に波及し、格闘技に限らず他スポーツ、更には勝負事でないジャンルでも圧倒的実力で決着がつくことを示す表現などで使われている。選挙においても、出口調査等から投票締め切り直後に当選確実を出せるほどの圧倒的な形勢差がつくことを、「秒殺」と表現することがある。
パンクラスMISSONに所属する鈴木みのるは、2004年8月17日の新日本プロレスにて初代えべっさんにスリーパーホールドを仕掛けて1秒でタップを奪うまさしく「秒殺」を演じた。

## 日本国外
中国や香港でも秒殺という言葉は広がっている。ネットゲームで数秒または1秒以内で相手を倒すことを秒殺（SecKill）と呼び始めたことから、ネットショッピングで「一瞬で売り切れる」ことを指すようになって社会全体に広がり、2007年には教育部によって中国語の新語として認定された。。湖南衛星テレビは中国最大手のオンラインショッピングサイト「淘宝」（タオバオ）と協力して「越淘越開心」という人気テレビ番組を放送している。この番組では、紹介した商品を異常なほどの低価格で時間限定で販売するが、「秒殺」という言葉は時間制限をあおるためのキーワードになっている。元々「淘宝」でも秒殺商法が話題になっており、これがテレビにも波及した現象といえる。
韓国語においても、現在は格闘技やスポーツの試合などの文脈で日本語とほぼ同じ意味で広く用いられる。